# Gran Premio motociclistico di Stiria
Il Gran Premio motociclistico di Stiria è stato una delle prove del motomondiale. 
Nella stagione 2020, a causa della pandemia di COVID-19, la Federazione Internazionale di Motociclismo ha modificato il calendario originale previsto, cancellando alcune tappe, posticipandone altre e inserendone alcune nuove (come il Gran Premio di Andalusia con sede al circuito di Jerez de la Frontera il 26 luglio, il Gran Premio dell'Emilia-Romagna e della Riviera di Rimini sul circuito di Misano Adriatico il 20 settembre, il Gran Premio di Teruel con sede al circuito di Aragón il 25 ottobre e il Gran Premio d'Europa, che ritorna in calendario dopo 25 anni, con sede al circuito di Valencia l'8 novembre). La gara si è svolta il 23 agosto 2020 sul Red Bull Ring, una settimana dopo il Gran Premio d'Austria. Il Gran Premio viene confermato anche per la stagione successiva, a seguito della cancellazione del Gran Premio di Finlandia. La gara si è svolta l’8 agosto 2021, precedendo quest'anno di una settimana il Gran Premio d’Austria.

## Risultati del Gran Premio
| Anno | Circuito      | Moto3                  | Moto2                   | MotoGP                | Resoconto |
| ---- | ------------- | ---------------------- | ----------------------- | --------------------- | --------- |
| 2020 | Red Bull Ring | Celestino Vietti (KTM) | Marco Bezzecchi (Kalex) | Miguel Oliveira (KTM) | Resoconto |
| 2021 | Red Bull Ring | Pedro Acosta (KTM)     | Marco Bezzecchi (Kalex) | Jorge Martín (Ducati) | Resoconto |